# Nagroda im. Stanisława Piętaka
Nagroda Literacka im. Stanisława Piętaka – polska nagroda literacka przyznawana od 1965 roku (rok po śmierci Stanisława Piętaka) do 1994 roku.
Nagroda została ustanowiona przez Zarząd Główny Związku Młodzieży Wiejskiej, Ludową Spółdzielnię Wydawniczą i redakcje „Tygodnika Kulturalnego” i „Regionów”. Wartość nagrody w 1975 roku wyniosła 20 tys. zł. Po włączeniu Związku Młodzieży Wiejskie w struktury ZSMP, od 1975 roku patronat nad Nagrodą przejął Związek Socjalistycznej Młodzieży Polskiej.
Nagrodę przyznawano m.in. za osiągnięcia w dziedzinie poezji, prozy, krytyki literackiej, eseistyki, publicystyki radiowej, dramatu. Jurorami byli m.in.: Jacek Kajtoch w latach 1972–1973, Henryk Bereza, przewodniczącymi jury byli Jarosław Iwaszkiewicz (od 1965 roku do śmierci), Wiesław Myśliwski, sekretarzem – Roch Sulima. Dwukrotnymi laureatami nagrody byli Wiesław Myśliwski, Edward Redliński, Edward Stachura i Tadeusz Nowak.
Nagroda była uroczyście wręczana m.in. w maju, następnie udawano się do restauracji Kamienne Schodki w Warszawie, którą prowadziła Aleksandra Piętak, wdowa po poecie. W 1975 roku podczas uroczystości wręczenia nagrody była obecna wspomniana wdowa oraz Stanisław Adamczyk, redaktor naczelny „Tygodnika Kulturalnego”. W 1989 roku, oprócz Wiesława Myśliwskiego, nagrodę wręczał sekretarz Zarządu Głównego Związku Socjalistycznej Młodzieży Polskiej, Alojzy Choda.
W czasach PRL ukazała się seria Ludowej Spółdzielni Wydawniczej „Biblioteka Laureatów Nagrody im. Stanisława Piętaka”. Wydano w niej tylko dwie nagrodzone książki: Tyle słońca Adolfa Momota w 1988 roku i Sień Mariana Pilota w 1989 roku.

## Laureaci
- 1965
  - Urszula Kozioł[1][15] za tom poezji Smuga i płomień[16][17]
  - Tadeusz Nowak[1][18] za tom poezji Ziarenko trawy[10]
  - Jarosław Abramow-Newerly[1] za dramat Anioł na dworcu[19][20][21]
- 1966
  - Kazimierz Orłoś za tom opowiadań Koniec zabawy[22][23]
  - Marian Pilot za powieść Sień[24]
- 1967
  - Jerzy Harasymowicz za tom poezji Pastorałki polskie[25][26]
  - Jan Kłossowicz[27]
  - Janusz Krasiński[28] za powieść Wózek[29][30]
  - Adolf Momot za powieść Tyle słońca[14]
- 1968
  - Ernest Bryll za tom poezji Mazowsze[31][32]
  - Wiesław Myśliwski za powieść Nagi sad[33][8][34]
  - Edward Redliński[6] za powieść Listy z Rabarbaru[35][36]
- 1969
  - Edward Stachura za tom poezji Po ogrodzie niech hula szarańcza[9]
  - Tadeusz Nowak za powieść A jak królem, a jak katem będziesz[10]
- 1970
  - Henryk Jachimowski[37] za powieść Skaza[38]
  - Zbigniew Ryndak za powieść Drugi brzeg miłości[39][40]
  - Zygmunt Trziszka za powieść Romansoid[41][42]
- 1971
  - Maria Józefacka za tom poezji Całopalenie
  - Edmund Pietryk za tom opowiadań Chilijska ostroga[43]
  - Józef Grzegorz Ratajczak za powieść Gniazdo na chmurze[44]
  - Zygmunt Wójcik za powieść Mowy weselne[45]
- 1972
  - Ryszard Milczewski-Bruno za tom poezji Podwójna należność[46]
  - Tomasz Burek za tom szkiców Zamiast powieści[47]
  - Krzysztof Nowicki za szkice i felietiony Pertraktacje[48]
  - Edward Stachura za powieść Siekierezada[9]
- 1973
  - Henryk Bereza za tom szkiców literackich Związki naturalne[49] (według innego źródła za całokształt twórczości[50])
- 1974
  - Jan Goczoł za tom poezji Manuskrypt[51]
  - Wiesław Myśliwski za dramat Złodziej[33][34][8]
- 1975 (wręczenie w hotelu Dom Chłopa[3])
  - Marian Grześczak za tom poezji Sierpień, tętnienie[52] (Nagroda Specjalna[3])
  - Jerzy Pluta[3] za rozprawę doktorską Okruchy epopei. Proza Henryka Worcella[53]
- 1976
  - Zbigniew Brzozowski za tom opowiadań W miasteczku, które jak ogród Andersena…[54]
  - Marek Harny za opowiadania Unieś mnie, wielki ptaku[25]
  - Jan Drzeżdżon za powieść Oczy diabła[55] (według innego źródła nagrodę przyznano w 1977 roku[56])
  - Tadeusz Kijonka za tom poezji Kamień i dzwony[57][58]
  - Teresa Lubkiewicz-Urbanowicz za utwór dramatyczny Wijuny[59]
- 1977
  - Józef Baran[60] za tom poezji Na tyłach świata[61] (według innego źródła nagroda została przyznana Józefowi Baranowi w 1976 roku za tom Dopóki jeszcze[62][63])
  - Erwin Kruk[64] za powieść Pusta noc[65]
  - Stanisław Neumert(inne języki) za tom poezji[66] Ku wzgórzom światła[67]
  - Roch Sulima[6] za tom szkiców Folklor i literatura[68]
- 1978
  - Mieczysław Dąbrowski(inne języki) za studium historycznoliterackie Stanisław Piętak[69][70]
  - Stanisław Srokowski za powieści Przyjść, aby wołać i Fatum[9]
- 1979 (wręczenie 16 czerwca[71] w ratuszu w Sandomierzu[13])
  - Teresa Ferenc za tom poezji Wypalona dolina[72][71]
  - Jerzy Jastrzębski za pracę Wokół kultury i literatury ludowej[71]
  - Józef Łoziński za powieść Pantokrator[73][74][71]
  - Bogusław Żurakowski za tom poezji Ciało i światło[75][71]
- 1980
  - Jerzy Gizella za tom poezji Gorzko[76]
  - Adam Ziemianin za tom poezji Nasz słony rachunek[77]
- 1981
  - Krzysztof Lisowski[78]
- 1982
  - Edward Redliński za utwór dramatyczny Pustaki (autor odmówił przyjęcia wyróżnienia)[79]
  - Tadeusz Siejak za powieść Oficer[80]
- 1983 (wręczenie 22 maja[81])
  - Leszek Bugajski[81] za tom szkiców Następni[82]
  - Andrzej Lenartowski za tom poezji Rozkład[83]
  - Grzegorz Musiał[81][84] za powieść Czeska biżuteria (autor odmówił przyjęcia wyróżnienia)[85]
  - Włodzimierz Paźniewski[81] za tom szkiców literackich Życie i inne zajęcia[86]
  - Czesław Szczepaniak za tom poezji Przerwane wiersze[87]
  - Andrzej Warzecha[81] za tom poezji Błędny ognik[88]
  - Tadeusz Wyrwa-Krzyżański za powieść Kobieta anioł[89]
- 1984
  - Janusz Kryszak za pracę habilitacyjną Poezja ziemi. Międzywojenna twórczość poetycka Mariana Czuchnowskiego[90]
  - Andrzej Zawada za rozprawę doktorską Gra w ludowe. Nurt chłopski w prozie współczesnej a kultura ludowa[91]
- 1985
  - Mieczysław Stanclik za tom poezji Ave Eva[92] (według innego źródła nagrodę przyznano w 1985 roku[93])
  - Edward Kupiszewski za powieść Pokochać w sierpniu[94]
  - Marek Obarski za tom opowiadań Tańczący gronostaj[95]
- 1986
  - Marek Sołtysik za tom poezji Małe wiersze wieczorne[96]
  - Jan Tulik za tom poezji Budzenie licha[97]
  - Jerzy Łukosz za tom opowiadań Dziedzictwo[98]
  - Ryszard Sadaj za powieść Galicjada[39]
- 1987
  - Stanisława Kopiec[1] za tom poezji Niebieska wieś
  - Piotr Szewc za powieść Zagłada[99][100]
- 1988 (wręczenie 5 lutego[7] w Sandomierzu[101])
  - Krzysztof Bielecki[102] za powieść Nie ma czarów, nie ma aniołów[7]
  - Piotr Cielesz[102] za poezję[7]
  - Krystyna Sakowicz za powieść Jaśmiornica[102][103][7]
  - Mikołaj Samojlik[102]
- 1990
  - Petro Murianka (właśc. Piotr Trochanowski) za tom poezji Jak sokół wodę z kamienia[104]
  - Jerzy Łukosz[105] za eseje Języki prozy
  - Andrzej Łuczeńczyk „za całokształt twórczości”[106]
- 1991
  - Kazimierz Brakoniecki za tom poezji Idee[107][108]
  - Dariusz Bitner za maszynopis małych powieści Trzy razy[109]
  - Janusz Drzewucki[110] za krytykę literacką[56]
- 1992
  - Janusz Rudnicki za tom prozy Można żyć[111]
  - Tadeusz Żukowski za tom poezji Łza[112]
  - Tadeusz Komendant[113]
- 1993
  - Wacław Oszajca[114]
  - Zyta Rudzka[115] za tom poezji Białe klisze[116]
- 1994
  - Wacław Tkaczuk w dziedzinie publicystyki radiowej[117]
  - Bohdan Zadura[118] „za krytykę literacką”[119]